# Михаэль, Эдуард
Эдуард Михаэль (при рождении Михальски (нем. Eduard Michael; 13 мая 1902 — 1987) — немецкий юрист, гауптштурмфюрер СС, начальник полиции безопасности в польском городе Ченстохове, причастный к депортациям еврейского населения в лагерь смерти Треблинку. После войны руководил администрацией и набором кадров в федеральном ведомстве уголовной полиции.

## Биография
Родился 13 мая 1902 года. Получил высшее юридическое образование. В августе 1934 года стал комиссаром уголовной полиции и служил в полицейском управлении города Гляйвиц. После прихода к власти нацистов в 1933 году вступил в Штурмовые отряды (СА) и 1 мая 1937 года — в НСДАП (билет № 4727901).
После начала Второй мировой войны в 1939 году он состоял в айнзацкоманде 5//II, совершившей военные преступления в Польше, в частности ликвидацию польской интеллигенции. С конца 1941 по январь 1945 служил в ведомстве командира полиции безопасности и СД в Кракове и Радоме. По собственному заявлению Михаэля, он с 1942 года возглавлял уголовный раздел в институте судебной медицины и правовой статистики в Кракове. Кроме того, был руководителем полиции безопасности в городе Ченстохове. В результате так называемой «коммунистической акции» в апреле 1942 года отправил «большевистски настроенных» евреев в концлагерь Освенцим. В сентябре и октябре 1942 года участвовал в депортации 40 000 евреев в лагерь смерти Треблинку. Данное действие прошло под руководством руководителя СС и полиции Герберта Бёттхера и Эдуарда Михаэля, который планировал ход и детали операции.

### После войны
С 1952 года занимал должность административного и кадрового начальника в федеральном ведомстве  уголовной полиции (BKA). Также был повышен до высшего правительственного уголовного советника. Получил прозвище «Пистоленд», так как помимо служебного оружия носил свой собственный пистолет. Немецкий историк Дитер Шенк, служивший в BKA, охарактеризовал его как замкнутого, чрезмерно правильного и лишенного чувства юмора сотрудника. До 1959 года, когда срок его полномочий подошёл к концу, Михаэль отвечал за набор персонала в BKA, в том числе и за вербовку бывших офицеров СС. Например, он поддержал приём на работу Герхарда Фрайтага, бывшего гауптштурмфюрера СС, адъютанта руководителя айнзацкоманды 3 Рудольфа Батца. В 1970-х против него проводилось расследование со стороны прокуратуры Висбадена, которая обвинила его в участие в депортации 40 000 евреев в Треблинку. Михаэль заявил, что ничего не знал об их предстоящем уничтожении, а только слышал, что «евреи приедут в Восточную Польшу». Однако 29 января 1979 года расследование было прекращено.